# Martín Lasarte
Martín Bernardo Lasarte Arróspide (Montevideo, 20 de marzo de 1961) es un exfutbolista y actual entrenador uruguayo, actualmente se encuentra sin club.

## Trayectoria

### Como jugador
Como jugador, con Nacional, obtuvo la Copa Libertadores y la Copa Intercontinental en 1988. En España, jugó en el Deportivo de La Coruña, siendo capitán. En Uruguay jugó además en Defensor Sporting, Central Español, Rampla Juniors  y Rentistas.

### Como entrenador

#### Comienzos
Su trayectoria como técnico comenzó en 1996 cuando asumió como entrenador de Rampla Juniors, que terminó en sexto lugar del Torneo Apertura y segundo del Torneo Clausura, eliminado en segunda ronda del denominado "Torneo Nacional" y último de la Liguilla Pre-Libertadores.
En 1997 terminó sexto del Torneo Apertura y undécimo del Torneo Clausura.
En 1998 pasó al Rentistas al que clasificó por primera vez en su historia a un torneo internacional, la Copa Conmebol, siendo octavo del Torneo Apertura, subcampeón del Torneo Clausura y terminar en el cuarto lugar de la temporada, clasificándolo por primera vez a la Liguilla Pre-Libertadores, donde obtiene cupo a la Copa Conmebol. Tuvo la valla menos vencida del Torneo Clausura y del Campeonato Uruguayo de 1998. En el Torneo Clausura el equipo estuvo invicto por 949 minutos, la segunda mejor racha de la historia del Campeonato Uruguayo hasta ese momento.
En 1999 terminó séptimo del Torneo Apertura y último del Torneo Clausura. En la Copa Conmebol llegó hasta octavos de final.
En 2000 asumió como entrenador del Bella Vista, después de una primera temporada terminando en octavo lugar, logró una buena campaña en 2001, terminando quinto en el Torneo Clasificatorio y clasificando a la fase final del Campeonato Uruguayo.
En 2002 viajó a Emiratos Árabes Unidos para dirigir al Al Wasl Club Dubai. Cuando asumió en el Al Wasl Club Dubai, el equipo estaba penúltimo, habiendo logrado solo 4 puntos en 7 partidos y en los 5 meses que dirigió, lo llevó al quinto puesto, luego de obtener 26 puntos en 15 encuentros, bajo su conducción.
En 2003 regresó a Uruguay para asumir como técnico del River Plate, que se encontraba en la Segunda división. El equipo estaba en las últimas posiciones del Torneo Apertura, con apenas 3 victorias en 12 partidos y Lasarte lo llevó a finalizar sexto entre 18 equipos, en el Torneo Clausura. En 2004, Mantuvo a River Plate, invicto durante las 8 primeras fechas del campeonato, con 7 victorias y un empate. Se coronó campeón del Torneo Apertura, fue subcampeón del Torneo Clausura y terminó en primer lugar de la tabla general de la temporada con 63 puntos, coronándose campeón de la Segunda división y logrando el ascenso.
En 2005 asumió como entrenador del Club Nacional de Football, quedando último del grupo y eliminado en la fase de grupos en la Copa Libertadores, luego se coronó campeón del Campeonato Uruguayo de forma invicta. En 2006, llegó hasta los octavos de final de la Copa Libertadores, posteriormente alcanza los cuartos de final en la Copa Sudamericana. Se coronó campeón del Torneo Clausura, obteniendo el derecho a jugar la final de la temporada 2005-2006 ante Rocha, al que vence por 4-1 en la ida y 2-0 en la vuelta, consiguiendo su segundo Campeonato Uruguayo. Luego de terminar quinto en el Torneo Apertura de la temporada 2006-2007, no renovó su contrato con el club uruguayo.
En 2007, luego de permanecer tres meses en España con su familia, regresó a Montevideo. En la segunda mitad de 2007, fue contratado por el Millonarios de Bogotá el club con más títulos de Colombia, en reemplazo de Juan Carlos Osorio.
Tras su llegada a Millonarios, Martín Lasarte dejó en crisis al equipo, tras haberse jugados 9 partidos solo obtuvo 2 triunfos, 1 empate y 6 derrotas lo que le provocaron la salida del club junto a su cuerpo técnico.
Durante la temporada 2008-09, dirigió al Danubio Fútbol Club, donde luego de una muy buena campaña su equipo queda empatado en la primera posición del Torneo Apertura junto con Nacional. El torneo fue entonces a una final definitoria, donde Nacional vence 2-1 a Danubio en el Estadio Centenario. A pesar de su subcampeonato en el torneo Apertura, el equipo danubiano no pudo continuar con su racha ganadora y buen juego, y finaliza el torneo Clausura en la décima posición. En la Tabla Anual (puntaje acumulado del Apertura y Clausura) Danubio logró la 8.ª posición, por lo cual no clasifica a la Liguilla Pre-Libertadores, lo que lo dejó fuera de competiciones internacionales la temporada siguiente.

#### Real Sociedad
Tras su paso por Uruguay, Lasarte partió en junio de 2009 hacia España, donde es presentado como director técnico de la Real Sociedad de San Sebastián el 22 de junio de 2009. El equipo vasco, un clásico de la Primera División española, se encontraba inmerso en una de las más graves crisis deportivas, económicas e institucionales de su historia. Tras dos temporadas en Segunda División española, con una directiva muy cuestionada, con un grave «cisma» entre la afición del equipo y con el club inmerso en concurso de acreedores; el técnico uruguayo fue contratado con el único objetivo de lograr el ascenso. El contrato era de un año prorrogable en caso de obtenerse el ansiado ascenso. El fichaje de Lasarte fue calificado por la prensa como «arriesgado» ya que el técnico era poco conocido en España, no tenía ninguna experiencia en la difícil Segunda división española ni conocía en profundidad el club. La directiva del club buscaba precisamente un técnico que no estuviera «contaminado» por el enrarecido ambiente que rodeaba a la Real Sociedad, que trabajara la cantera, no tuviera prejuicios con los jugadores de la plantilla y que trajera aire fresco a la entidad. Además valoraba positivamente la experiencia del técnico obteniendo ascensos de categoría en Uruguay y valoraba como muy importante la vinculación sentimental que el entrenador mantenía con la Real Sociedad y con Guipúzcoa, ya que su padre era natural de la localidad de Andoáin, a escasos 12 km de San Sebastián, y su madre también es de ascendencia vasca.
Martín Lasarte logró el objetivo marcado y el 13 de junio de 2010 logró que el equipo español ascendiera a Primera División, consagrándose campeón de la categoría. Tras ese éxito es renovado en su cargo como entrenador del equipo con el objetivo de lograr la permanencia en la Primera División. El 24 de mayo de 2011 se le rescindió el contrato por parte del presidente de la Real Sociedad aun habiendo conseguido la permanencia en la máxima categoría en la temporada 2010-11.

#### Universidad Católica
Lasarte llegó a la Universidad Católica en junio de 2012. La UC venía de ser eliminada por Unión Española en los cuartos de final del play-off del Apertura 2012, tras finalizar cuarto en la clasificación. A su llegada logró traer de vuelta al club a Fernando Meneses y a Tomás Costa, pero vio partir a jugadores emblemáticos como Felipe Gutiérrez y Jorge Ormeño. En su primer semestre fue criticado por la irregularidad del equipo, que no pudo clasificarse a los play-offs del Clausura 2012 tras empatar 2-2 en el último partido con Universidad de Concepción y finalizar noveno en la tabla. A pesar de esta irregular campaña logró llegar a las semifinales de la Copa Sudamericana 2012, dejando atrás a equipos como Atlético Goianiense y Deportes Tolima, quedando eliminado por Sao Paulo, por la regla del gol de visitante, ya que empató 1-1 de local y 0-0 de visitante.
En la Copa Chile 2012-2013 clasificó a la final, la cual perdió a manos de Universidad de Chile por un marcador de 2-1, mientras que en el Torneo transición 2013 logró el segundo lugar por diferencia de goles.
Llegó a semifinales de la Copa Chile 2013-14 al ganarle en penales a O'Higgins, mientras que en el Torneo Apertura 2013 con Universidad Católica logró ser el equipo más goleador del torneo con 39 puntos al igual que O'Higgins. Pese a tener mejor diferencia de gol, las reglas del campeonato habían cambiado teniendo que jugar un partido definitorio ante O'Higgins, el cual perdió 1-0 con gol de Pablo Hernández, quedando por tercera vez en el año subcampeón. Pese a la buena campaña del equipo en 2013, llegando a estar invicto durante 21 partidos, no logró ningún título pese a llegar a instancias finales en todos los campeonatos que disputó por lo que Lasarte confirma su renuncia del primer equipo antes de quedar eliminado de la liguilla pre-libertadores al perder con Deportes Iquique  en penales, tras empatar los partidos de ida y vuelta.

#### Universidad de Chile
El 16 de mayo de 2014 se concretó su arribo al club Universidad de Chile para asumir la dirección técnica. Su primer partido fue contra Cobresal donde Universidad de Chile se impuso por 3-1. Así fue como comenzó una racha ganadora que duró hasta el partido con Deportes Iquique donde sólo consiguió un empate. Luego perdió el Superclásico frente a Colo Colo, que también peleaba por el título. Luego le tocó enfrentar a su exequipo Universidad Católica, al cual derrotó por 3-0. En diciembre del mismo año el título se definió en la última fecha cuando se enfrentaron contra Unión La Calera, donde la "U" ganó 1-0 con gol de Gustavo Canales, siendo así campeones y obteniendo la estrella número 17 del club. En dicho campeonato, Lasarte obtuvo un 86 % de rendimiento, siendo este el rendimiento récord en torneos cortos del fútbol chileno, así como el segundo campeonato con mejor rendimiento luego de la coronación de Magallanes en 1934. Además, la campaña culminó con 37 goles a favor y solo 13 en contra en 17 partidos, de los cuales ganó 14, empató 2 y solo perdió uno. Tras este título Lasarte logró por fin coronarse campeón en Chile, tras dos subcampeonatos con Universidad Católica.
Arrancó 2015 con una lesión en la hernia discal de la espalda y debido a esto se ausentó del estreno del equipo en el Torneo de Clausura 2014-15 frente a Cobresal, por lo que su asistente Rodolfo Neme dirigió al equipo en el partido que terminó en empate. En su retorno a la banca le ganó por 3-0 a O'Higgins pero luego comenzaría una racha negativa en la que el equipo cayó derrotado con Santiago Wanderers, Deportes Antofagasta, Deportes Iquique, Unión Española y Emelec por Copa Libertadores además de empatar con Huachipato. Esta serie de malos resultados dejó al equipo en la parte baja de la tabla y luego no recuperaría regularidad, quedando fuera de Copa Libertadores tras perder con Inter de Porto Alegre y con The Strongest en Bolivia, y además perdiendo el Superclásico contra Colo Colo. Luego comenzó una buena racha de victorias, entre la que destaca la victoria por 4-2 sobre la Universidad Católica de visita, en el torneo local que le permitió terminar el campeonato en una posición más digna. Pese a esta mala temporada el presidente de Azul Azul, Carlos Heller, y la directiva de Universidad de Chile le dieron apoyo para seguir de cara al segundo semestre en el banco del club y le renuevan el contrato por un año más, pero sujeto a revisión de rendimiento a fines de 2015. Terminó séptimo en la tabla con 26 puntos y con un 51 % de rendimiento. Ganó la Supercopa de Chile 2015 frente a la Universidad de Concepción y también la Copa Chile 2015 frente al archirrival Colo-Colo.

#### Nacional (2ª etapa)
El 16 de junio de 2016, en la sede social de Avenida 8 de Octubre, se hace oficial la presentación como entrenador de Nacional de su país natal hasta noviembre de 2017. En su regreso, se coronó campeón del Campeonato Uruguayo 2016. 
A mediados de 2017 logró consagrarse campeón del Torneo Intermedio 2017 al derrotar en la final a Defensor Sporting por 1 a 0.

#### Al-Ahly
El 16 de diciembre de 2018 fichó por el Al-Ahly de Egipto, ganando la Liga en su primera temporada. Fue destituido tras perder un partido de Copa contra el Pyramids FC por la mínima (1-0) el 20 de agosto de 2019, un mes después de alzarse con el título de Liga. 

#### Selección de Chile
El 10 de febrero de 2021 fue confirmado como el nuevo entrenador de la selección de Chile para la Clasificación de Conmebol para la Copa Mundial de Fútbol de 2022.
El 29 de marzo de 2022 Martín Lasarte dirigió su último partido ante la Selección de Uruguay la cual que fue derrotado por 2-0 y con este resultado Chile quedó fuera del mundial de Catar 2022. El 1 de abril de 2022 confirmó que ya no seguiría dirigiendo la selección.

#### Nacional (3ª etapa)
El 14 de junio de 2024, via redes sociales se hizo oficial la presentación como entrenador de Nacional. Debutó el 23 de junio, con una victoria contundente por 4-0 ante Cerro Largo.

## Clubes

### Como jugador
| Club                   | País    | Año       |
| ---------------------- | ------- | --------- |
| Rentistas              | Uruguay | 1980-1985 |
| Central Español        | Uruguay | 1986      |
| Rampla Juniors         | Uruguay | 1987      |
| Nacional               | Uruguay | 1988      |
| Deportivo de La Coruña | España  | 1989-1992 |
| Defensor Sporting      | Uruguay | 1993-1994 |
| Rentistas              | Uruguay | 1995      |
| Rampla Juniors         | Uruguay | 1996      |

### Como entrenador
| Club                 | País                   | Año       | PJ  | PG  | PE  | PP  | Efectividad |
| -------------------- | ---------------------- | --------- | --- | --- | --- | --- | ----------- |
| Rampla Juniors       | Uruguay                | 1996-1997 | 44  | 13  | 16  | 15  | 41.67%      |
| Rentistas            | Uruguay                | 1998-1999 | 43  | 13  | 15  | 15  | 41.86%      |
| Bella Vista          | Uruguay                | 2000-2001 | 48  | 16  | 11  | 21  | 40.97%      |
| Al Wasl              | Emiratos Árabes Unidos | 2002      | 10  | 3   | 4   | 3   | 43.33%      |
| River Plate          | Uruguay                | 2003-2004 | 50  | 34  | 7   | 9   | 72.67%      |
| Nacional             | Uruguay                | 2005-2006 | 94  | 52  | 24  | 18  | 63.83%      |
| Millonarios          | Colombia               | 2007      | 9   | 2   | 1   | 6   | 25.92%      |
| Danubio              | Uruguay                | 2008-2009 | 50  | 34  | 7   | 9   | 72.67%      |
| Real Sociedad        | España                 | 2009-2011 | 83  | 34  | 17  | 32  | 47.79%      |
| Universidad Católica | Chile                  | 2012-2013 | 93  | 50  | 21  | 22  | 61.29%      |
| Universidad de Chile | Chile                  | 2014-2015 | 74  | 39  | 13  | 22  | 58.56%      |
| Nacional             | Uruguay                | 2016-2017 | 61  | 40  | 8   | 13  | 69.94%      |
| Al-Ahly              | Egipto                 | 2018-2019 | 40  | 27  | 4   | 9   | 70.83%      |
| Selección de Chile   | Chile                  | 2021-2022 | 22  | 7   | 6   | 9   | 40.91%      |
| Nacional             | Uruguay                | 2024-2025 | 38  | 23  | 11  | 4   | 70.18%      |
| Total                | Total                  | Total     | 758 | 371 | 167 | 220 | 56.28%      |

#### Estadísticas con la selección de Chile
| Torneo                     | Año     | PJ | PG | PE | PP | GF | GC | DF | Pts | Resultado        | Rendimiento |
| -------------------------- | ------- | -- | -- | -- | -- | -- | -- | -- | --- | ---------------- | ----------- |
| Amistosos                  | 2021    | 3  | 2  | 1  | 0  | 5  | 3  | +2 | 9   | +2 PG            | 77.78%      |
| Clasificatorias Catar 2022 | 2021-22 | 14 | 4  | 3  | 7  | 13 | 20 | -7 | 15  | No clasificó     | 35.71%      |
| Copa América 2021          | 2021    | 5  | 1  | 2  | 2  | 3  | 5  | -2 | 5   | Cuartos de final | 33.33%      |
| Total                      | Total   | 22 | 7  | 6  | 9  | 21 | 28 | -7 | 23  | Sin títulos      | 40.91%      |

| 1  | 26 de marzo de 2021     | Rancagua            | Bolivia     | 2:1 (2:1) | Amistoso                                               | Luis Jiménez y Jean Meneses          |
| 2  | 3 de junio de 2021      | Santiago del Estero | Argentina   | 1:1 (1:1) | Clasificatorias para la Copa Mundial de Fútbol de 2022 | Alexis Sánchez                       |
| 3  | 8 de junio de 2021      | Santiago            | Bolivia     | 1:1 (0:0) | Clasificatorias para la Copa Mundial de Fútbol de 2022 | Erick Pulgar                         |
| 4  | 14 de junio de 2021     | Río de Janeiro      | Argentina   | 1:1 (0:1) | Copa América 2021                                      | Eduardo Vargas                       |
| 5  | 18 de junio de 2021     | Cuiabá              | Bolivia     | 1:0 (1:0) | Copa América 2021                                      | Ben Brereton                         |
| 6  | 21 de junio de 2021     | Cuiabá              | Uruguay     | 1:1 (1:0) | Copa América 2021                                      | Eduardo Vargas                       |
| 7  | 24 de junio de 2021     | Brasilia            | Paraguay    | 0:2 (0:1) | Copa América 2021                                      |                                      |
| 8  | 2 de julio de 2021      | Río de Janeiro      | Brasil      | 0:1 (0:0) | Copa América 2021                                      |                                      |
| 9  | 2 de septiembre de 2021 | Santiago            | Brasil      | 0:1 (0:0) | Clasificatorias para la Copa Mundial de Fútbol de 2022 |                                      |
| 10 | 5 de septiembre de 2021 | Quito               | Ecuador     | 0:0       | Clasificatorias para la Copa Mundial de Fútbol de 2022 |                                      |
| 11 | 9 de septiembre de 2021 | Barranquilla        | Colombia    | 1:3 (0:2) | Clasificatorias para la Copa Mundial de Fútbol de 2022 | Jean Meneses                         |
| 12 | 7 de octubre de 2021    | Lima                | Perú        | 0:2 (0:1) | Clasificatorias para la Copa Mundial de Fútbol de 2022 |                                      |
| 13 | 10 de octubre de 2021   | Santiago            | Paraguay    | 2:0 (0:0) | Clasificatorias para la Copa Mundial de Fútbol de 2022 | Ben Brereton y Mauricio Isla         |
| 14 | 14 de octubre de 2021   | Santiago            | Venezuela   | 3:0 (2:0) | Clasificatorias para la Copa Mundial de Fútbol de 2022 | Erick Pulgar (2) y Ben Brereton      |
| 15 | 11 de noviembre de 2021 | Asunción            | Paraguay    | 1:0 (0:0) | Clasificatorias para la Copa Mundial de Fútbol de 2022 | Alexis Sánchez                       |
| 16 | 16 de noviembre de 2021 | Santiago            | Ecuador     | 0:2 (0:1) | Clasificatorias para la Copa Mundial de Fútbol de 2022 |                                      |
| 17 | 9 de diciembre de 2021  | Austin              | México      | 2:2 (1:1) | Amistoso                                               | Iván Morales y Pablo Parra           |
| 18 | 12 de diciembre de 2021 | Los Ángeles         | El Salvador | 1:0 (0:0) | Amistoso                                               | Sebastián Vegas                      |
| 19 | 27 de enero de 2022     | Calama              | Argentina   | 1:2 (1:2) | Clasificatorias para la Copa Mundial de Fútbol de 2022 | Ben Brereton                         |
| 20 | 1 de febrero de 2022    | La Paz              | Bolivia     | 3:2 (1:1) | Clasificatorias para la Copa Mundial de Fútbol de 2022 | Alexis Sánchez (2) y Marcelino Núñez |
| 21 | 24 de marzo de 2022     | Río de Janeiro      | Brasil      | 0:4 (0:2) | Clasificatorias para la Copa Mundial de Fútbol de 2022 |                                      |
| 22 | 29 de marzo de 2022     | Chile               | Uruguay     | 0:2 (0:0) | Clasificatorias para la Copa Mundial de Fútbol de 2022 |                                      |

#### Participaciones en Copa América
| Copa              | Selección | Sede   | Resultado        |
| ----------------- | --------- | ------ | ---------------- |
| Copa América 2021 | Chile     | Brasil | Cuartos de final |

## Palmarés

### Como futbolista

#### Títulos internacionales
| Título                | Equipo   | Sede       | Año  |
| --------------------- | -------- | ---------- | ---- |
| Copa Libertadores     | Nacional | Montevideo | 1988 |
| Copa Intercontinental | Nacional | Tokio      | 1988 |

### Como entrenador

#### Títulos nacionales
| Título              | Equipo               | País    | Año       |
| ------------------- | -------------------- | ------- | --------- |
| Segunda División    | River Plate          | Uruguay | 2004      |
| Campeonato Uruguayo | Nacional             | Uruguay | 2005      |
| Campeonato Uruguayo | Nacional             | Uruguay | 2006      |
| Segunda División    | Real Sociedad        | España  | 2010      |
| Campeonato Nacional | Universidad de Chile | Chile   | A-2014    |
| Supercopa de Chile  | Universidad de Chile | Chile   | 2015      |
| Copa Chile          | Universidad de Chile | Chile   | 2015      |
| Campeonato Uruguayo | Nacional             | Uruguay | 2016      |
| Torneo Intermedio   | Nacional             | Uruguay | 2017      |
| Liga Premier        | Al-Ahly              | Egipto  | 2018-2019 |
| Torneo Intermedio   | Nacional             | Uruguay | 2024      |
| Supercopa Uruguaya  | Nacional             | Uruguay | 2025      |

### Distinciones individuales
| Distinción                                           | Año  |
| ---------------------------------------------------- | ---- |
| Mejor entrenador del Campeonato Uruguayo por El País | 1998 |
| Mejor entrenador de la Liga Chilena por El País      | 2014 |